# Cerdeira de Jales
Cerdeira de Jales, aldeia situada na província de Trás-os-Montes, distrito de Vila Real, concelho de Vila Pouca de Aguiar, na freguesia de Vreia de Jales.
Esta aldeia distingue-se pela grande quantidade de canastros que podemos encontrar em diversos pontos da aldeia, estando os demais situados no "Alto dos Canastros". A função dos canastros, também denominados espigueiros noutras regiões, há muito se perdeu; serviam essencialmente para a secagem e conservação de cereais, como o milho.
Um outro factor interessante, embora não sendo exclusivo da aldeia, é a grande quantidade de castanheiros seculares que podemos apreciar no largo do Souto, que é também o lugar onde encontramos as únicas infraestruturas: a escola e o palco da festa.